# Дарън Шан
Дарън О'Шонеси (на английски: Darren O'Shaughnessy) е ирландски писател на произведения в жанра фентъзи, хорър, научна фантастика, трилър и детска литература.
Пише под псевдонимите Дарън Шан (на английски: Darren Shan) и Дарън Даш (на английски: Darren Dash).

## Биография и творчество
Дарън О'Шонеси е роден на 2 юли 1972 г. в Лондон, Англия. Започва да учи на тригодишна възраст. Шестгодишен се премества с родителите си и по-малкия си брат в Лимерик, Ирландия. Учи в Аскеатон и завършва през 1989 г. средно образование в Копсууд Колидж в Паласкенри. Купува първата си пишеща машина 14-годишен и пише разкази, комикси и книги, които не завършва и не публикува. На петнадесетгодишна възраст печели второ място в конкурса за писане на телевизионни сценарии за RTÉ в Ирландия, с тъмния комедиен разказ „Ден в моргата“.
Получава бакалавърска степен по социология и английска филология от университета Роухемптън. След дипломирането си работи в продължение на две години в телевизионна кабелна компания в Лимерик. На 23-годишна възраст напуска работата си и се посвещава на писателската си кариера.
Успехът му идва с романа „Ayuamarca“ от 1999 г. от трилогията „Градът“. Заедно с втория роман от поредицата, „Hell's Horizon“, са издадени под истинското му име. През 2000 г. започва да пише под псевдонима Дарън Шан. Двата романа са преиздадени под псевдонима през 2008 и 2009 г. с други заглавия, следвани от третия роман „City of the Snakes“ от 2010 г.
През януари 2000 г. е издадена първата му книга „Циркът на кошмарите“ от поредицата „Историята на Дарън Шан“. Главният герой, Дарън Шан, е най-обикновено момче, което попада на рекламна листовка за пътуващ цирк, и на представлението среща Мадам Окта. Дарън и приятелят му Стив се озовават в смъртоносен капан, а единствената им възможност е да сключат сделка със същество, което се интересува само от кръв. Поредицата има международен успех, преведена е на над 30 езика и е издадена в над 30 милиона копия по света.
През 2014 г. започва да публикува книгите си за възрастни под псевдонима Дарън Даш, за да се различават от книгите му за юноши.
Женен е за Хелън Базини, университетска преподавателка на свободна практика и специалист по глобална помощ.
Дарън О'Шонеси живее със семейството си в Лимерик.

## Произведения

### Като Дарън Шан

#### Самостоятелни романи
- Koyasan (2006)
- The Thin Executioner (2010)
- Lady of the Shades (2012)

#### Серия „Историята на Дарън Шан“ (Saga of Darren Shan)
Поредицата е разделена на 4 трилогии – „Vampire Blood“ (Вампирска кръв, 1 – 3), „Vampire Rites“ (Вампирски обреди, 4 – 6), „Vampire War“ (Войната на вампира, 7 – 9) и „Vampire Destiny“ (Съдбата на вампира, 10 – 12)
1. Cirque Du Freak (2000) – издаден и като „A Living Nightmare“
Циркът на кошмарите, изд.: „Егмонт“, София (2009), прев. Владимир Молев
2. The Vampire's Assistant (2001)
Чиракът на вампира, изд.: „Егмонт“, София (2009), прев. Владимир Молев
3. Tunnels of Blood (2000)
Реки от кръв, изд.: „Егмонт“, София (2009), прев. Владимир Молев
4. The Vampire Mountain (2001)
5. Trials of Death (2001)
6. The Vampire Prince (2003)
7. Hunters of the Dusk (2001)
8. Allies of the Night (2001)
9. Killers of the Dawn (2003)
10. The Lake of Souls (2005)
11. Lord of the Shadows (2006)
12. Sons of Destiny (2005)

#### Серия „Демоната“ (Demonata)
1. Lord Loss (2005)
2. Demon Thief (2005)
3. Slawter (2006)
4. Bec (2006)
5. Blood Beast (2007)
6. Demon Apocalypse (2007)
7. Death's Shadow (2008)
8. Wolf Island (2008)
9. Dark Calling (2009)
10. Hell's Heroes (2009)

#### Серия „Градът“ (City Trilogy)
1. Ayuamarca (1999) – издадена и като „Procession of the Dead“ (2008)
2. Hell's Horizon (2000) – издадена и като „Hell's Horizon“ (2009)
3. City of the Snakes (2010)

#### Серия „Сага за Лартен Крепсли“ (Saga of Larten Crepsley)
1. Birth of a Killer (2010)
2. Ocean of Blood (2011)
3. Palace of the Damned (2011)
4. Brothers to the Death (2012)

#### Серия „Арчибалд Локс“ (Archibald Lox)
1. Archibald Lox and the Bridge Between Worlds (2020)
2. Archibald Lox and the Empress of Suanpan (2020)
3. Archibald Lox and the Vote of Alignment (2020)
4. Archibald Lox and the Forgotten Crypt (2021)
5. Archibald Lox and the Slides of Bon Repell (2021)
6. Archibald Lox and the Rubicon Dictate (2021)

#### Сборници
- Kids' Night In (2003) – с Оуън Колфър, Ани Далтън, Майкъл Морпурго, Гарт Никс и Джаклин Уилсън
- Midnight Feast (2011) – с Мег Кабът, Оуън Колфър, Антъни Хоровиц, Гарт Никс и Луис Ренисън

First Bites (2012)

### Като Дарън Даш

#### Самостоятелни романи
- The Evil and the Pure (2014)
- Sunburn (2015)
- An Other Place (2016)
- Midsummer's Bottom (2018)
- Molls Like it Hot (2019)

### Екранизации
- 2009 Циркът на кошмарите: Чиракът на вампира, Cirque du Freak: The Vampire's Assistant